# Briquet Griffon Vendéen
Der Briquet Griffon Vendéen ist eine von der FCI (Nr. 19, Gr. 6 Sek. 1.2) anerkannte Hunderasse aus Frankreich.

## Herkunft und Geschichtliches
Die Bezeichnung Briquet deutet im französischen auf einen mittelgroßen Hund hin, das Vendéen auf die Herkunft aus dem Département Vendée. Vor dem Ersten Weltkrieg wurde er aus dem Grand Griffon Vendéen herausgezüchtet. Als Folge der zwei folgenden Kriege wurde die Rasse stark selektiert. Ab 1946 ging es wieder aufwärts, heute ist der Briquet wieder recht zahlreich.

## Beschreibung
Der Briquet wird bis zu 55 cm groß in den Farben schwarz mit weißer Scheckung; schwarz mit falbfarbenen Abzeichen; schwarz mit sandfarbenen Abzeichen; falbfarben mit weißer Scheckung; falbfarben mit schwarzem Mantel und weißer Scheckung (tricolor); falbfarben schwarz gewolkt; sandfarben schwarz gewolkt mit weißer Scheckung; sandfarben schwarz gewolkt. Das Fell der Hunde ist nicht übermäßig lang, manchmal struppig und rau im Griff. Der Behang ist unterhalb der Augenlinie angesetzt, weich, schmal und dünn; mit langem Haar besetzt und spitz zulaufend; nach innen gedreht. Die Rute ist hoch angesetzt, im Ansatz dicht und wird säbelförmig getragen.